# Saison 6 de NCIS : Los Angeles
Chronologie
Saison 5 Saison 7
Cet article présente le guide des épisodes de la sixième saison de la série télévisée américaine NCIS : Los Angeles.

## Généralités
- Aux États-Unis, cette saison est diffusée sur le réseau CBS depuis le 29 septembre 2014[1].
- Au Canada, elle est diffusée deux heures à l'avance ou en simultané sur le réseau Global.
- En France, elle est diffusée dans la foulée de la cinquième saison sur M6 du 31 janvier au 7 mars 2015. Elle s'arrête au 12e épisode le temps de faire le doublage des derniers épisodes. La diffusion reprend le 22 août jusqu'au 14 novembre 2015.

## Distribution

### Acteurs principaux
- Chris O'Donnell : Agent Spécial G. Callen
- LL Cool J : Agent Spécial Sam Hanna
- Daniela Ruah : Agent Spécial Kensi Blye
- Eric Christian Olsen : Lieutenant Marty Deeks
- Linda Hunt : Henrietta « Hetty » Lange
- Barrett Foa : Eric Beale
- Renée Felice Smith : Nell Jones
- Miguel Ferrer : directeur adjoint du NCIS Owen Granger

### Acteurs récurrents et invités
- Mercedes Masohn : Talia Del Campo, agent de la DEA (épisode 1)
- Aisha Hinds : Ava Wallace, directrice des investigations  (épisodes 2 à 4)
- John Heard : Michael Thomas, sénateur chargé des investigations auprès du Congrès (épisodes 2 à 4)
- Rocky Carroll : Leon Vance, directeur du NCIS (épisode 3)
- Vyto Ruginis : Arkady Kolcheck (épisodes 4, 21 et 23)
- Peter Cambor : Nate Getz, psychologue opérationnel (épisode 4)
- Elizabeth Bogush : Joelle Taylor (épisode 11)
- Aunjanue Ellis : Agent de la CIA, Michelle Hanna (épisode 6)
- Julie Chen : Nancy Kelly, ambassadrice des États-Unis[2] (épisode 13)
- Alicia Coppola : Lisa Rand, agent spécial du FBI[3] (épisode 20)
- Bar Paly : Anastasia Kolcheck (épisodes 23-34)

## Épisodes
Pour les titres francophones des épisodes, lorsque ceux-ci seront connus, le titre français (de France) sera inscrit en premier et le titre québécois en deuxième. Lorsqu'il n'y aura qu'un seul titre, c'est que l'épisode aura le même titre en France et au Québec.

### Épisode 1:En sous-marin (2epartie)
- États-Unis /  Canada : 29 septembre 2014 sur CBS / Global
- Suisse : 25 janvier 2015 sur RTS Un
- France : 31 janvier 2015 sur M6
- Belgique : 20 mai 2015 sur RTL-TVI
- Québec : 12 septembre 2015 sur V

- États-Unis : 9,48 millions de téléspectateurs[4]
- Canada : 1,596 million de téléspectateurs[5] (première diffusion + différé 7 jours)
- France : 2,77 millions de téléspectateurs[6] (première diffusion)

- Mercedes Masohn (Talia Del Campo, agent de la DEA)
- Cameron Daddo (Charles Anderson)
- Val Lauren (Jabril)
- Andy Mackenzie (Michael Wilson)
- Kieu Chinh (Madge)
- Rafi Silver (Ali Hanna)
- Chervine Namani (Yusef)
- Jason Mac (Conducteur)
- Clark Freeman (Agent de la DEA)

### Épisode 2:Praesidium(1repartie)
- États-Unis /  Canada : 6 octobre 2014 sur CBS / Global
- Suisse : 25 janvier 2015 sur RTS Un
- France : 31 janvier 2015 sur M6
- Belgique : 20 mai 2015 sur RTL-TVI
- Québec : 19 septembre 2015 sur V

- États-Unis : 8,68 millions de téléspectateurs[7]
- Canada : 1,521 million de téléspectateurs[8] (première diffusion + différé 7 jours)
- France : 2,45 millions de téléspectateurs[6] (première diffusion)

- Aisha Hinds (Ava Wallace, directrice des investigations)
- John Heard (Michael Thomas, sénateur chargé des investigations auprès du Congrès)
- Mercer Boffey (Douglas Fisher)
- James C. Victor (Daniel Howard)
- Eddie Shin (Matthew Ogilvie)
- Christina Ferraro (Judy)
- Amol Shah (Membre de l'équipe)
- Irene Choi (Interne)
- Shawn-Caulin Young (Justin Stewart / Papa Legba)
- Carlos Acuña (Vigile)
- Marybeth Massett (Ann Jones, sénatrice)

### Épisode 3:Praesidium(2epartie)
- États-Unis /  Canada : 13 octobre 2014 sur CBS / Global
- Suisse : 1er février 2015 sur RTS Un
- France : 7 février 2015 sur M6
- Belgique : 27 mai 2015 sur RTL-TVI
- Québec : 26 septembre 2015 sur V

- États-Unis : 9,24 millions de téléspectateurs[9]
- Canada : 1,514 million de téléspectateurs[10] (première diffusion + différé 7 jours)
- France : 2,6 millions de téléspectateurs[11] (première diffusion)

- Rocky Carroll (Leon Vance, directeur du NCIS)
- Aisha Hinds (Ava Wallace, directrice des investigations)
- John Heard (Michael Thomas, sénateur chargé des investigations auprès du Congrès)
- Eddie Shin (Matthew Ogilvie)
- Jason Manuel Olazabal (Craig Lennox)
- Amol Shah (Membre de l'équipe)
- Cuyle Carvin (Beckett)
- Bianca Lopez (EMT)
- Marybeth Massett (Ann Jones, sénatrice)
- Neil Colin (David "Duke" Fletcher)

### Épisode 4:Praesidium(3epartie)
- États-Unis /  Canada : 20 octobre 2014 sur CBS / Global
- Suisse : 1er février 2015 sur RTS Un
- France : 7 février 2015 sur M6
- Belgique : 27 mai 2015 sur RTL-TVI
- Québec : 3 octobre 2015 sur V

- États-Unis : 8,78 millions de téléspectateurs[12] (première diffusion)
- Canada : 1,435 million de téléspectateurs[13] (première diffusion + différé 7 jours)
- France : 2,49 millions de téléspectateurs[11] (première diffusion)

- Peter Cambor (Nate Getz, psychologue opérationnel)
- Gerald McRaney (Hollace Kilbride, Amiral de la Navy en reraite)
- Jürgen Prochnow (Mattias Draeger)
- Vyto Ruginis (Arkady Kolcheck)
- Aisha Hinds (Ava Wallace, directrice des investigations)
- John Heard (Michael Thomas, sénateur chargé des investigations auprès du Congrès)
- Eddie Shin (Matthew Ogilvie)
- Francis Capra (Salazar)
- Marybeth Massett (Ann Jones, sénatrice)
- Michael Buonomo (Marine)

### Épisode 5:Caisse noire
- États-Unis /  Canada : 27 octobre 2014 sur CBS / Global
- Suisse : 8 février 2015 sur RTS Un
- France : 14 février 2015 sur M6
- Belgique : 3 juin 2015 sur RTL-TVI
- Québec : 10 octobre 2015 sur V

- États-Unis : 8,68 millions de téléspectateurs[14] (première diffusion)
- Canada : 1,605 million de téléspectateurs[15] (première diffusion + différé 7 jours)
- France : 2,4 millions de téléspectateurs[16] (première diffusion)

- Tim Griffin (Chef d'équipe)
- Bill Malone (Milton Mulrooney)
- John Billingsley (Doug Ouellet)
- Diana Maria Riva (Marcella)
- Gloria Garayua (Aminta)
- Lorena McGregor (Carmen)
- Ana Mercedes (Grand-mère)
- Roberto Sanchez (Propriétaire)
- John Posey (General Keys)
- Lindsay Hollister (Margaret)
- James Ferris (Chef de l'équipe Delta)
- Jean Paul San Pedro (Agent Banuelos, chef du gang / Agent de la DEA)
- Muriel Villera (Barman)
- Valenzia Algarin (Juanita)
- Ben Maccabee (Agent des douanes)

### Épisode 6:Imposture
- États-Unis /  Canada : 3 novembre 2014 sur CBS / Global
- Suisse : 8 février 2015 sur RTS Un
- France : 14 février 2015 sur M6
- Belgique : 3 juin 2015 sur RTL-TVI
- Québec : 17 octobre 2015 sur V

- États-Unis : 9,2 millions de téléspectateurs[17] (première diffusion)
- Canada : 1,68 million de téléspectateurs[18] (première diffusion + différé 7 jours)
- France : 2,35 millions de téléspectateurs[16] (première diffusion)

- Casey Sander (Ray Turner)
- James Black (Lee Stevens)
- Brandon Keener (Rick Sullivan, assistant du procureur)
- Erin Cahill (Carole Gordon, agent spécial du FBI)
- Meredith Monroe (Heidi)
- Jorge-Luis Pallo (Salazar, agent spécial anti-déminage)
- Cathy Ladman (Edna)
- Andrew Bongiorno (Agent du FBI)
- Tony Elias (Officier FBI du SWAT)
- Anderson Silva (Sensei Scott)

### Épisode 7:Leipei
- États-Unis /  Canada : 10 novembre 2014 sur CBS / Global
- Suisse : 15 février 2015 sur RTS Un
- France : 21 février 2015 sur M6
- Belgique : 10 juin 2015 sur RTL-TVI
- Québec : 24 octobre 2015 sur V

- États-Unis : 8,22 millions de téléspectateurs[19] (première diffusion)
- Canada : 1,644 million de téléspectateurs[20] (première diffusion + différé 7 jours)
- France : 2,73 millions de téléspectateurs[21] (première diffusion)

- Alex Carter (Frank Kouris)
- William Shockley (Rand Palmer)
- Tamlyn Tomita (Shana Rollins, agent spécial)
- Meagan Tandy (Sierra Fisher)
- Shaun Duke Moosekian (Directeur)
- Rocky Abou-Sakher (Homme (Antonis Cosse / Elias Minas)
- Charlie Wilson (Le garçon)

### Épisode 8:Invisible
- États-Unis /  Canada : 17 novembre 2014 sur CBS / Global
- Suisse : 15 février 2015 sur RTS Un
- France : 21 février 2015 sur M6
- Belgique : 10 juin 2015 sur RTL-TVI
- Québec : 31 octobre 2015 sur V

- États-Unis : 8,82 millions de téléspectateurs[22] (première diffusion)
- Canada : 1,567 million de téléspectateurs[23] (première diffusion + différé 7 jours)
- France : 2,61 millions de téléspectateurs[21] (première diffusion)

- Daniel Roebuck (Paul Barnes)
- Carlos Sanz (Mario Sanchez, agent de la DEA)
- Jonathan Chase (Kevin Turner)
- Jeanine Mason (Bonnie Flores)
- Juan Carlos Cantu (Domingo Peña)
- Michael Miranda (Hideo)
- Sean Cook (Truand #1)
- Anthony De Longis (Harrison Goodsell)
- E.J. Callahan (Homme âgé)
- Alex S. Alexander (Femme SDF)

### Épisode 9:Une taupe parmi nous
- États-Unis /  Canada : 24 novembre 2014 sur CBS / Global
- France : 28 février 2015 sur M6
- Belgique : 17 juin 2015 sur RTL-TVI
- Suisse : sur RTS Un
- Québec : 7 novembre 2015 sur V

- États-Unis : 8,82 millions de téléspectateurs[24] (première diffusion)
- Canada : 1,8 million de téléspectateurs[25] (première diffusion + différé 7 jours)
- France : 2,77 millions de téléspectateurs[26] (première diffusion)

- Adam Bartley (Brown)
- Sarayu Rao (Docteur Susan DePaul)
- Parry Shen (Ty)
- Dio Johnson (Infirmière)
- Victoria Garcia (Gwenn)
- Sonny Mario Ayon (Duende)
- Miguel Izaguirre (Nico)

### Épisode 10:Autorité paternelle
- États-Unis /  Canada : 8 décembre 2014 sur CBS / Global
- France : 28 février 2015 sur M6
- Belgique : 17 juin 2015 sur RTL-TVI
- Québec : 14 novembre 2015 sur V

- États-Unis : 8,73 millions de téléspectateurs[27] (première diffusion)
- Canada : 1,466 million de téléspectateurs[28] (première diffusion + différé 7 jours)
- France : 2,65 millions de téléspectateurs[26] (première diffusion)

- Bart Johnson (Mike Johnson, sergent marine d'artillerie)
- Merle Dandridge (Nicole Borders, officier de la CIA)
- Shane Coffey (Richard Mills)
- Estelle Mills (Wylie Small)
- Zach Callison (Devin Johnson)
- Dawan Owens (Kip Brigham)
- Chris Olivero (David Mills)
- Celestino Cornielle (Shawn Lewis, sergent maître)
- Ethan Scheid (Brian Lewis)

### Épisode 11:Tapis
- États-Unis /  Canada : 15 décembre 2014 sur CBS / Global
- France : 7 mars 2015 sur M6
- Belgique : 24 juin 2015 sur RTL-TVI
- Québec : 21 novembre 2015 sur V

- États-Unis : 9,54 millions de téléspectateurs[29] (première diffusion)
- Canada : 1,839 million de téléspectateurs[30] (première diffusion + différé 7 jours)
- France : 2,46 millions de téléspectateurs[31] (première diffusion)

- Elizabeth Bogush (Joelle Taylor)
- Aunjanue Ellis (Michelle Hanna)
- Travis Wester (Peter Weber)
- Chad Todhunter (Leroy Moss)
- Andrew Lawrence (Stuart Woods)
- Joseph D. Reitman (Lincoln Tate)
- Alice Hunter (Agent de police LAPD)
- Brent Chase (Billy Rex)
- Layla Crawford (Kamran Hanna)
- Tye White (Aiden Hanna)

### Épisode 12:Piège de cristal
- États-Unis /  Canada : 5 janvier 2015 sur CBS / Global
- France : 7 mars 2015 sur M6
- Belgique : 24 juin 2015 sur RTL-TVI
- Québec : 28 novembre 2015 sur V

- États-Unis : 11,9 millions de téléspectateurs[32] (première diffusion)
- Canada : 1,862 million de téléspectateurs[33] (première diffusion + différé 7 jours)
- France : 2,44 millions de téléspectateurs[31] (première diffusion)

- Ella Scott Lynch (Docteur Karen Ward)
- Brian Glanney (Contremaître)
- Patrick Gallagher (Don le vigile)
- Jordan Belfi (Tom Blanchard)
- Mia Serafino (Lisa Welsley)
- Ciarán McCarthy (Technicien qualifié masqué)
- Liz Jenkins (Femme en otage)
- Zachary Garred (Homme masqué #12)

### Épisode 13:Le Sens du devoir
- États-Unis /  Canada : 19 janvier 2015 sur CBS / Global
- Belgique : 1er juillet 2015 sur RTL-TVI
- Suisse : 16 août 2015 sur RTS Un
- France : 22 août 2015 sur M6
- Québec : 5 décembre 2015 sur V

- États-Unis : 9,65 millions de téléspectateurs[35] (première diffusion)
- Canada : 1,74 million de téléspectateurs[36] (première diffusion + différé 7 jours)
- France : 1,90 million de téléspectateurs[37](première diffusion)

- Julie Chen (Nancy Kelly, ambassadrice des États-Unis)
- Don Franklin (Alan Beck, captain de la NAVY)
- Joe Nieves (Brad Reese, agent spécial du FBI)
- Maz Siam (Munir)
- Paul Tassone (Otto/Steve/Walter)
- Jay Pickett (Tom Harris, commander de la NAVY)
- Delpaneaux Wills (Ray, chef du service de sécurité)
- Neil Arnote (Clayton Waters)
- Tory Berner (Réceptionniste)

### Épisode 14:Le Bout du tunnel
- États-Unis /  Canada : 2 février 2015 sur CBS / Global
- Belgique : 8 juillet 2015 sur RTL-TVI
- Suisse : 16 août 2015 sur RTS Un
- France : 29 août 2015 sur M6
- Québec : 23 janvier 2016 sur V

- États-Unis : 9,78 millions de téléspectateurs[38] (première diffusion)
- Canada : 1,571 million de téléspectateurs[39] (première diffusion + différé 7 jours)
- France : 2,19 millions de téléspectateurs[40](première diffusion)

- Angelique Cabral (Paola Fuentes, agent spécial du NCIS)
- Enrique Castillo (Alejandro Guzman)
- Adrian R'Mante (Diego Gonzalez)
- Kim Hawthorne (Docteur Diane Church)
- Carlos Alvarado (Flores)
- Luis Jiménez (Mauricio)
- Bobak Cyrus Bakhtiari (Docteur Fuad Naziri)
- Adolfo Alvarez (Tomas Guzman)
- Ben Bowen (Stafford, agent de patrouille frontalière)

### Épisode 15:L'arbre qui cache la forêt
- États-Unis /  Canada : 9 février 2015 sur CBS / Global
- Belgique : 15 juillet 2015 sur RTL-TVI
- Suisse : 23 août 2015 sur RTS Un
- France : 5 septembre 2015 sur M6
- Québec : 30 janvier 2016 sur V

- États-Unis : 10,35 millions de téléspectateurs[41] (première diffusion)
- Canada : 1,624 million de téléspectateurs[42] (première diffusion + différé 7 jours)
- France : 2,47 millions de téléspectateurs[43](première diffusion)

- Jaylen Moore (Martin Samir (Imposteur))
- Stephen Monroe Taylor (Oscar Willits)
- Julian Graham (Joseph Abaq)
- Ayman Samman (Homme du moyen-orient (Vrai Samir))

### Épisode 16:Date d'expiration
- États-Unis /  Canada : 23 février 2015 sur CBS / Global
- Belgique : 22 juillet 2015 sur RTL-TVI
- Suisse : 23 août 2015 sur RTS Un
- France : 12 septembre 2015 sur M6
- Québec : 6 février 2016 sur V

- États-Unis : 9,83 millions de téléspectateurs[44] (première diffusion)
- Canada : 1,891 million de téléspectateurs[45] (première diffusion + différé 7 jours)
- France : 2,66 millions de téléspectateurs[46](première diffusion)

- Parminder Nagra (Ella Desai)
- Ernie Reyes Jr. (Jemadar Thapa)
- Michael Gaston (Doug Emmerich, agent de la CIA)
- Barry Livingston (Docteur John Bates, chirurgien en chef)
- Jennifer Del Rosario (Maria Ramos, infirmière)
- Paul Yen (Ghurka 4)

### Épisode 17:Savoir-Faire
- États-Unis /  Canada : 9 mars 2015 sur CBS / Global
- Belgique : 29 juillet 2015 sur RTL-TVI
- Suisse : 30 août 2015 sur RTS Un
- France : 26 septembre 2015 sur M6
- Québec : 13 février 2016 sur V

- États-Unis : 10,72 millions de téléspectateurs[47] (première diffusion)
- Canada : 1,895 million de téléspectateurs[48] (première diffusion + différé 7 jours)
- France : 2,53 millions de téléspectateurs[49](première diffusion)

- Dominic Adams (Kamal Pajman)
- Ayal Stern (Chauffeur de taxi / Dalbir Gilani)
- Rebecca Metz (Demoiselle)
- Jamison Haase (Agent de la DEA Leo Brenner)
- Andy Hoff (Agent de la DEA Mark Cornell)
- Tonja Kahlens (Agent de la DEA Lindley Richards)
- Mershad Torabi (Coureur)
- Karthik Srinivasan (Abdul Farman)
- Mehdi Merali (Fahad Ahmadi)

Trois agents Afghans qui font un stage de formation en coopération avec la DEA sont victimes de meurtre ou de tentative d'enlèvement. L'équipe enquête.

### Épisode 18:Les Ombres
- États-Unis /  Canada : 23 mars 2015 sur CBS / Global
- Belgique : 5 août 2015 sur RTL-TVI
- Suisse : 30 août 2015 sur RTS Un
- France : 3 octobre 2015 sur M6
- Québec : 20 février 2016 sur V

- États-Unis : 9,39 millions de téléspectateurs[50] (première diffusion)
- Canada : 1,59 million de téléspectateurs[51] (première diffusion + différé 7 jours)
- France : 2,031 millions de téléspectateurs[52](première diffusion)

- Alexandra Barreto (Détective du LAPD Jacqueline Rivera)
- Christina Cox (Allison Conway, agent du FBI)
- David Diaan (Vakeel Shah)
- Aaron Ramzi (Dogan Malki)
- Asante Jones (Premier Lieutenant de la NAVY Winters)
- Julien Ari (Naveed)
- Mykel Shannon Jenkins (Vendeur)
- Jake Matthews (Jalil Nasri, agent du FBI)
- JoJo Nwoko (Jonathan Bakhzari)

### Épisode 19:La Beauté du geste
- États-Unis /  Canada : 30 mars 2015 sur CBS / Global
- Belgique : 12 août 2015 sur RTL-TVI
- Suisse : 6 septembre 2015 sur RTS Un
- France : 3 octobre 2015 sur M6
- Québec : 27 février 2016 sur V

- États-Unis : 9,17 millions de téléspectateurs[53] (première diffusion)
- Canada : 1,562 million de téléspectateurs[54] (première diffusion + différé 7 jours)
- France : 1,923 million de téléspectateurs[52](première diffusion)

- Becca Tobin (Blaze Talcott)
- Travis Tope (Wyatt Maslow)
- Michelle Ang (Malee Vipada)
- Jack Foley (Josh Pettiford)
- Aaron Lustig (Dr Stanley Maslow)
- Jos Viramontes (Peter Wilkins, chef d'équipe ADRD)
- James Huang (Wong, agent spécial du CGIS)
- Patrick Cavanaugh (Doug Offerman)
- Angela Bullock (Rebecca Folden)

### Épisode 20:Rage
- États-Unis /  Canada : 13 avril 2015 sur CBS / Global
- Belgique : 12 août 2015 sur RTL-TVI
- Suisse : 13 septembre 2015 sur RTS Un
- France : 10 octobre 2015 sur M6
- Québec : 5 mars 2016 sur V

- États-Unis : 9,36 millions de téléspectateurs[55] (première diffusion)
- Canada : 1,826 million de téléspectateurs[56] (première diffusion + différé 7 jours)
- France : 2,54 millions de téléspectateurs[57](première diffusion)

- Alicia Coppola (Lisa Rand, agent spécial du FBI)
- Patrick Kilpatrick (Dallas Alder)
- Rodney Eastman (Jimmie Ray Eason)
- Rebecca Field (Ginny)
- Keir Gilchrist (Jared Morrison)
- Sean Harmon (Charlie Connors)
- Graham Phillips (Lucas Helberg) (VF : Hervé Grull)
- Kevin Fry-Bowers (King)
- Patti Tippo (Otage #1)
- Burt Grinstead (Michael)
- David Goldman (David Goldman)
- C.J. Valleroy (Callen à 15 ans)
- Kent Shocknek (Reporter)
- Monti Sharp (Gardien de prison)
- Michael Sun Lee (Technicien CSI)

### Épisode 21:Les Malheurs d'Arkady
- États-Unis /  Canada : 20 avril 2015 sur CBS / Global
- Belgique : 19 août 2015 sur RTL-TVI
- Suisse : 13 septembre 2015 sur RTS Un
- France : 24 octobre 2015 sur M6
- Québec : 12 mars 2016 sur V

- États-Unis : 8,83 millions de téléspectateurs[58] (première diffusion)
- Canada : 1,433 million de téléspectateurs[59] (première diffusion + différé 7 jours)
- France : 2,04 millions de téléspectateurs[60](première diffusion)

- Vyto Ruginis (Arkady Kolcheck)
- Elizabeth Bogush (Joelle Taylor)
- Aisha Kabia (Lieutenant des Gardes Côtes Joyce Kelly)
- Dan Warner (homme en survêtement/Bret Smith)
- Matt Stasi (Patrick Berkeley)
- Elena Evangelo (Elia Berkeley)

### Épisode 22:Tueur sous influence
- États-Unis /  Canada : 27 avril 2015 sur CBS / Global
- Belgique : 19 août 2015 sur RTL-TVI
- Suisse : 20 septembre 2015 sur RTS Un
- France : 31 octobre 2015 sur M6
- Québec : 19 mars 2016 sur V

- États-Unis : 7,82 millions de téléspectateurs[62] (première diffusion)
- Canada : 1,661 million de téléspectateurs[63] (première diffusion + différé 7 jours)
- France : 2,4 millions de téléspectateurs[64](première diffusion)

- Rowena King (Dr Camille Rivers)
- Derek Mio (Infirmier Michael Takahamo)
- David Roy (VF : Florent Dorin) (Fred Kington)
- Vincent Martella (VF : Bruno Forget) (Kevin Rutnam)
- Madison Grace (Lisa Rutnam)
- Robert Craighead (Sans domicile fixe)
- Eddie McGee (Jonny)
- Shawn Parikh (Vamsi Patel)
- Jeff Staron (Raft)
- Troy Mittleider (Sergent d'artillerie marine Connor Rutnam)
- DeMarkes Dogan (Agent de sécurité)
- Mila Brener (Fille)
- Mason McNulty (Garçon)

### Épisode 23:Kolcheck, A.
- États-Unis /  Canada : 11 mai 2015 sur CBS / Global
- Suisse : 27 septembre 2015 sur RTS Un
- Belgique : 26 août 2015 sur RTL-TVI
- France : 7 novembre 2015 sur M6
- Québec : 26 mars 2016 sur V

- États-Unis : 8,21 millions de téléspectateurs[65] (première diffusion)
- Canada : 1,582 million de téléspectateurs[66] (première diffusion + différé 7 jours)
- France : 2,22 millions de téléspectateurs[67](première diffusion)

- Vyto Ruginis (Arkady Kolcheck)
- Ray Campbell (Sergent Charles Turner)
- Jamison Yang (Sebastian De Luna)
- George Ketsios (Tireur)
- Felisha Cooper (Lexi St. Costa)
- Jamie Hill (Mannequin en maillot de bain #1)
- Tatum Miranda (Mannequin en maillot de bain #2)
- Paul Duke (Ivan Karposev)
- Elena Evangelo (Elia Berkeley)
- Matt Stasi (Patrick Berkeley)
- Bar Paly (Anastasia Kolcheck)

### Épisode 24:Chernoff, K.
- États-Unis /  Canada : 18 mai 2015 sur CBS[68] / Global
- Belgique :  26 août 2015 sur RTL-TVI
- Suisse : sur RTS Un
- France : 14 novembre 2015 sur M6
- Québec : 26 mars 2016 sur V

- États-Unis : 9,33 millions de téléspectateurs[69] (première diffusion)
- Canada : 1,89 million de téléspectateurs[70] (première diffusion + différé 7 jours)
- France : 2,513 millions de téléspectateurs[71](première diffusion)

- Paul Duke (Ivan Karposev)
- David S. Lee (Pavel Volkoff)
- Dimiter D. Marinov (Conducteur de limousine)
- Bar Paly (Anastasia Kolcheck)
- Maria Zyrianova (Madame Surnin)

## Cotes d'écoute au Canada anglophone

### Portrait global
- La moyenne de cette saison est d’environ 1,66 million de téléspectateurs[Note 1].
- Note: Les cotes d'écoute au Canada sont toujours mesurées par la même compagnie, cette dernière ayant changé de nom durant l'été 2014. Ainsi BBM Canada est devenu Numeris.
- Note 2: Les chiffres d'audience sont moins élevés qu'à l'habitude parce que pour l'automne 2014, l'émission est diffusée au Canada deux heures avant la diffusion américaine au lieu de l'être en substitution simultanée.

### Données détaillées
| Numéro épisode | Titre original         | Diffuseur | Date de diffusion originale (2014-2015) | Heure                | Cotes d'écoute (en téléspectateurs) | Classement soirée | Classement semaine |
| -------------- | ---------------------- | --------- | --------------------------------------- | -------------------- | ----------------------------------- | ----------------- | ------------------ |
| 1              | Deep Trouble (Part II) | Global    | Lundi 29 septembre 2014                 | 20 h HE / HP         | 1 596 000                           | 7                 | 24                 |
| 2              | Inelegant Heart        | Global    | Lundi 6 octobre 2014                    | 20 h HE / HP         | 1 521 000                           | 8                 | 26                 |
| 3              | Praesidium             | Global    | Lundi 13 octobre 2014                   | 20 h HE / HP         | 1 514 000                           | 8                 | 27                 |
| 4              | The 3rd Choir          | Global    | Lundi 20 octobre 2014                   | 20 h HE / HP         | 1 435 000                           | 7                 | 24                 |
| 5              | Black Budget           | Global    | Lundi 27 octobre 2014                   | 19 h HE 20 h HE / HP | 1 605 000                           | 5                 | 23                 |
| 6              | Seal Hunter            | Global    | Lundi 3 novembre 2014                   | 20 h HE / HP         | 1 680 000                           | 5                 | 17                 |
| 7              | Leipei                 | Global    | Lundi 10 novembre 2014                  | 20 h HE / HP         | 1 644 000                           | 6                 | 22                 |
| 8              | The Grey Man           | Global    | Lundi 17 novembre 2014                  | 20 h HE / HP         | 1 567 000                           | 4                 | 22                 |
| 9              | Traitor                | Global    | Lundi 24 novembre 2014                  | 20 h HE / HP         | 1 800 000                           | 4                 | 16                 |
| 10             | Reign Fall             | Global    | Lundi 8 décembre 2014                   | 20 h HE / HP         | 1 466 000                           | 4                 | 19                 |
| 11             | Humbug                 | Global    | Lundi 15 décembre 2014                  | 20 h HE / HP         | 1 839 000                           | 1                 | 7                  |
| 12             | Spiral                 | Global    | Lundi 5 janvier 2015                    | 22 h HE / HP         | 1 862 000                           | 5                 | 13                 |
| 13             | In The Line Of Duty    | Global    | Lundi 19 janvier 2015                   | 22 h HE / HP         | 1 740 000                           | 4                 | 11                 |
| 14             | Black Wind             | Global    | Lundi 2 février 2015                    | 21h59 HE / HP        | 1 571 000                           | 5                 | 23                 |
| 15             | Forest for the Trees   | Global    | Lundi 9 février 2015                    | 21h59 HE / HP        | 1 624 000                           | 4                 | 23                 |
| 16             | Expiration Date        | Global    | Lundi 23 février 2015                   | 21h59 HE / HP        | 1 891 000                           | 3                 | 14                 |
| 17             | Savoir Faire           | Global    | Lundi 9 mars 2015                       | 21h59 HE / HP        | 1 895 000                           | 1                 | 11                 |
| 18             | Fighting Shadows       | Global    | Lundi 23 mars 2015                      | 21h59 HE / HP        | 1 590 000                           | 4                 | 17                 |
| 19             | Blaze Of Glory         | Global    | Lundi 30 mars 2015                      | 21h59 HE / HP        | 1 562 000                           | 2                 | 15                 |
| 20             | Rage                   | Global    | Lundi 13 avril 2015                     | 21h59 HE / HP        | 1 826 000                           | 1                 | 11                 |
| 21             | Beacon                 | Global    | Lundi 20 avril 2015                     | 21h59 HE / HP        | 1 433 000                           | 6                 | 26                 |
| 22             | Field Of Fire          | Global    | Lundi 27 avril 2015                     | 21h59 HE / HP        | 1 661 000                           | 2                 | 12                 |
| 23             | Kolcheck, A.           | Global    | Lundi 11 mai 2015                       | 21h59 HE / HP        | 1 582 000                           | 2                 | 13                 |
| 24             | Chernoff, K.           | Global    | Lundi 18 mai 2015                       | 21h59 HE / HP        | 1 890 000                           | 1                 | 5                  |